# Evridiki
Evridiki Theokleous (Grieks: Ευρυδίκη Θεοκλέους) (Limasol, 25 februari 1968) is een Cypriotische zangeres. Ze studeerde muziek in Griekenland, Parijs en Boston.
Ze vertegenwoordigde Cyprus op het Eurovisiesongfestival 1992 met het lied Teriazume en werd 11de.
Twee jaar later werd ze opnieuw 11de, dit keer met het lied Ime anthropos ki ego.
In 1983, 1985 en 1987 was ze ook achtergrondzangeres op het songfestival bij de Cypriotische kandidaat. 
In 2007 nam ze voor een derde keer deel aan het Eurovisiesongfestival 2007. Ze zong het Franstalige nummer 'Comme ci, comme ça'. Ze sneuvelde echter in de voorronde. Ze behaalde 65 punten en eindigde op 15de plaats.
1981: Island · 
1982: Anna Vissi · 
1983: Stavros & Konstandina · 
1984: Andy Paul · 
1985: Lia Vissi · 
1986: Elpida · 
1987: Alexia · 
1989: Fani Polymeri & Yiannis Savvidakis · 
1990: Haris Anastasiou · 
1991: Elena Patroklou · 
1992: Evridiki · 
1993: Zimboulakis & Van Beke · 
1994: Evridiki · 
1995: Alexandros Panayi · 
1996: Constantinos Christoforou · 
1997: Hara & Andreas Konstantinou · 
1998: Michalis Hatzigiannis · 
1999: Marlain · 
2000: Voice · 
2002: One · 
2003: Stelios Konstantas · 
2004: Lisa Andreas · 
2005: Constantinos Christoforou · 
2006: Annet Artani · 
2007: Evridiki · 
2008: Evdokia Kadi · 
2009: Christina Metaxa · 
2010: Jon Lilygreen & The Islanders · 
2011: Christos Mylordos · 
2012: Ivi Adamou · 
2013: Despina Olympiou · 
2015: Giannis Karagiannis · 
2016: Minus One · 
2017: Hovig · 
2018: Eleni Foureira · 
2019: Tamta · 
2021: Elena Tsagrinou · 
2022: Andromache · 
2023: Andrew Lambrou · 
2024: Silia Kapsis · 
2025: Theo Evan